# 鱷魚 (電影)
《鱷魚》是2021年上映的臺灣浪漫愛情喜劇劇情片，由陳大璞執導，柯震東、李心潔、李康生主演。該片描述力爭上游的更生人遇上釘子戶青農，因官商勾結的窘境，而被迫面臨麵包與愛情的抉擇。

## 劇情
自稱鱷魚的小魚余大偉（柯震東飾演），17歲時因狙殺黑道角頭而入獄，且否認受地方角頭劉銘材（李康生飾演）教唆行兇。大偉出獄後，投靠任職議員辦公室主任的劉銘材，開始替議員為民服務，並期待能擁有自己的名片。陳芝平（李心潔飾演）因農地水圳堵塞而向議員辦公室陳情，劉主任便委派大偉解決。由於施工廠商已解散，政府單位無法即刻處理，大偉便親自清理水圳，結果被河馬（巫建和飾演）帶頭的一群混混給打傷雙手。
王警官（林暐恆飾演）勸芝平勿和前科犯大偉有所牽扯。余媽（王靜瑩飾演）從大偉那取得零花後，便丟下受傷的大偉而去。芝平決定照料雙手受傷的大偉，兩人漸生情愫。大偉發現河馬出入史清清議員的辦公室，劉主任為了分一杯羹，便威脅史議員的幕僚趙特助（鄭有傑飾演），此過程被大偉給錄下。大偉受劉主任指使，不得已對芝平的車開槍，以示警告。
大偉試圖說服芝平賣掉農地，但芝平堅持不放棄。河馬打算淹死芝平，大偉見狀便槍殺了河馬。芝平為了守護「更重要的東西」，決定把農地賣給建商，並譴責追究大偉罪狀的檢警先前的無作為。大偉以影片威脅劉主任歸還芝平的農地，劉主任便教唆河馬的小弟山豬（楊懿軒飾演）對大偉開槍，大偉則咬傷劉主任的鼻子。水圳的水終於通了，芝平的農地也因此變得綠蔥蔥。大偉出獄，芝平在監獄外迎接大偉。

## 卡司
- 柯震東 飾演 余大偉（鱷魚、小魚）
- 李心潔 飾演 陳芝平
- 李康生 飾演 劉銘材主任
- 夏于喬 飾演 女工
- 林暐恆 飾演 王警官
- 鄭有傑 飾演 趙特助
- 巫建和 飾演 河馬
- 侯彥西 飾演 小侯大哥
- 王靜瑩 飾演 余媽
- 蔡昌憲 飾演 工人
- 閻成誠 飾演 小助理
- 楊懿軒 飾演 山豬
- 潘親御 飾演 肖猴
- 莊益增 飾演 農民
- 陳福星 飾演 常敬仁議員
- 嚴靖昀 飾演 史清清議員

## 製作
陳大璞想拍攝三部電影反映他的人生觀，2011年執導的《皮克青春》是描繪友情，《鱷魚》則是描繪愛情。《鱷魚》花了三年的時間進行籌備與製作，該片是陳大璞參加易智言主持的「編劇工廠」計畫時，所開始構思的劇本。原本是描繪記者遇上官商勾結的故事，但在易智言認為該設定在影像上不易呈現。陳大璞在看見17歲少年槍殺角頭的社會新聞後，便推翻原劇本，將男主角改為在議員辦公室工作的更生人。
林秉彥看到財團炒作農地、農民抗爭的社會新聞後，向陳大璞提議，陳大璞便邀請林秉彥加入編劇，並透過記者的協助，展開田野調查、訪問農民。林秉彥在完成第一稿劇本後，為生計而退出。鹿路電影的製片徐國倫在尋找投資者時，資方認為片名過於「個性派」，反而像部犯罪片，但陳大璞堅持以此隱喻更生人主角的故事，也把配角的名字改成與動物相關。徐國倫另引薦謝沛如增添、潤飾感情戲，但謝沛如後來因接下《比悲傷更悲傷的故事：影集版》的導演工作而退出，因此劇本的撰寫由陳大璞收尾。
此次是陳大璞繼《老師，你會不會回來》後，第二次與滿滿額娛樂合作，並獲得myVideo、中環國際娛樂、華映娛樂、台北真好電影、中台興化學工業、崴森管理顧問、高雄人等單位的投資。該片的總預算約略3500萬元，其中包括文化部影視及流行音樂產業局補助的1500萬元國片輔導金。由於製作費有限，因此徐國倫建議陳大璞親自掌鏡。陳大璞也將資源投注在演員身上，多採自然光與實景拍攝，以減少技術層面的花費。坂本龍一原本將為該片配樂，但同樣礙於經費有限而告吹。陳大璞認為柯智豪「擅長將傳統配器用在搖滾」，希望能做出既在地又時尚的音樂，於是迸出了鑼鼓點、嗩吶結合西洋調式編曲的配樂。

### 選角
陳大璞從《那些年，我們一起追的女孩》、《再見瓦城》等作品注意到柯震東，認為柯震東具有動物般的直接、自然且純真，與角色設定相符。陳大璞將塑造角色所參考的資料和紀錄片，提供給柯震東，作為演出的準備。選角李心潔則是徐國倫的提議，而陳大璞與李心潔曾合作拍攝過廣告。李康生在籌備期時便閱讀過劇本，為了讓角色更加立體，他參考了韓國電影與八點檔。

## 外部連結
- 鱷魚的Facebook專頁
- 互联网电影数据库（IMDb）上《鱷魚》的资料（英文）
- 台灣電影網上《鱷魚》的資料（繁體中文）
- 開眼電影網上《鱷魚》的資料（繁體中文）
- Yahoo奇摩電影上《鱷魚》的資料（繁體中文）